# Betta livida
Betta livida е вид лъчеперка от семейство Osphronemidae. Видът е застрашен от изчезване.

## Разпространение
Разпространен е в Малайзия.